# София фон Винценбург
София фон Винценбург (на немски: Sophie von Winzenburg, * 1105 във Винценбург при Хановер, † 6/7 юли 1160 в Бранденбург) от фамилията Винценбурги е чрез женитба първата маркграфиня на Бранденбург.
Тя е дъщеря на граф Херман I от Винценбург († 1137/38), маркграф на Майсен и първата му съпруга, която е графиня на Еверщайн.
Тя се омъжва през 1125 г. за маркграф Албрехт Мечката (1100–1170) от фамилията Аскани, основател на Маркграфство Бранденбург и първият маркграф от 1157 до 1170 г. Тя прави дарения на манастири. През 1158 г. придружава съпруга си в поклонение до Светата земя.
София умира през 1160 г. десет години преди съпруга си. Погребана е в църквата на манастир Баленщет.
Двамата имат децата:
- Ото I от Бранденбург (* 1128; † 1184), последва баща си като маркграф на Бранденбург
- Херман I (* 1130; † 1176), граф на Ваймар-Орламюнде
- Зигфрид I (1132–1184), княжески епископ на Бранденбург (1173–1179) и княжески архиепископ на Хамбург-Бремен (1179–1184)
- Хедвиг (* 1140; † 1203), ∞ 1147 Ото Богатия, маркграф на Майсен (Ветини)
- Адалберт III († 1173), граф на Баленщет, ∞ Аделхайд фон Ветин-Майсен
- Дитрих († 1183), маркграф на Бранденбург († 1183), ∞ ок. 1155 Мехтилд от Тюрингия
- Бернхард III (* 1140; † 1212), херцог на Саксония
- Гертруда, ∞ 1153 Деполд I († 1167), бохемски княз от династията Пршемисловци, син на Владислав I (Бохемия)